# 廣告倫理
廣告倫理（英語：Advertising ethics）是指廣告業之中的所有行為都應該遵守的社會道德和內容的檢視方式的規則。
廣告執行人員和廣告主都必須遵守其原則，廣告業界中的人際交流行為之間也必須延續此標準。
而廣告倫理又承接在社會倫理的規範底下，是種特別於其他行業中的職業道德規範，對於廣告業界中有著調適與控管、規範的功能。